# Ciclisme als Jocs Olímpics d'estiu de 2016 - Velocitat per equips femenina
La prova de velocitat per equips femenina dels Jocs Olímpics de Rio de Janeiro 2016 es disputà el 12 d'agost al Velòdrom Olímpic de Rio.
Aquesta prova de ciclisme en pista consta de diverses rondes a superar. Cada equip està format per dues ciclistes, i cada cursa consta de dues voltes al velòdrom, en què cada ciclista ha de liderar una de les voltes. A la primera ronda cada equip busca fer el millor temps, classificant-se els vuit primers. A la següent ronda aquests vuit equips s'enfronten entre ells en grups de dos segons l'ordre següent: 1r contra 8è, 2n contra 7è, 3r contra 6è i 4t contra 5è. Els 4 vencedors continuen endavant, enfrontant-se els dos millors temps per la medalla d'or i els altres dos per a la de bronze.
La prova va ser guanyada per l'equip de la Xina, seguit per Rússia i Alemanya en tercer lloc.

## Medallistes
| Or                                            | Plata                                        | Bronze                                   |
| R.P. de la Xina · Gong Jinjie · Zhong Tianshi | Rússia · Dària Xmeliova · Anastassia Vóinova | Alemanya · Miriam Welte · Kristina Vogel |

## Qualificació
En color, els vuit primers equips es classifiquen per a la següent ronda
| Posició | País            | Ciclistes                         | Temps        |
| ------- | --------------- | --------------------------------- | ------------ |
| 1       | R.P. de la Xina | Gong Jinjie Zhong Tianshi         | 32.305 (R.O) |
| 2       | Rússia          | Dària Xmeliova Anastassia Vóinova | 32.655       |
| 3       | Alemanya        | Kristina Vogel Miriam Welte       | 32.673       |
| 4       | Austràlia       | Anna Meares Stephanie Morton      | 32.881       |
| 5       | Països Baixos   | Laurine van Riessen Elis Ligtlee  | 33.189       |
| 6       | França          | Sandie Clair Virginie Cueff       | 33.625       |
| 7       | Canadà          | Kate O'Brien Monique Sullivan     | 33.735       |
| 8       | Espanya         | Tania Calvo Helena Casas          | 33.891       |
| 9       | Nova Zelanda    | Natasha Hansen Olivia Podmore     | 34.346       |

## Primera ronda
Els quatre equips vencedors passen a lluitar per les medalles
| País          | Temps  | Posició |
| ------------- | ------ | ------- |
| Austràlia     | 32.636 | 3       |
| Països Baixos | 32.792 | 5       |

| País     | Temps  | Posició |
| -------- | ------ | ------- |
| Alemanya | 32.806 | 4       |
| França   | 33.517 | 6       |

| País   | Temps  | Posició |
| ------ | ------ | ------- |
| Rússia | 32.324 | 2       |
| Canadà | 33.684 | 8       |

| País            | Temps         | Posició |
| --------------- | ------------- | ------- |
| R.P. de la Xina | 31.928 (R.M.) | 1       |
| Espanya         | 33.531        | 7       |

## Final
Els dos millors equips de la ronda anterior s'enfronten entre ells per decidir la medalla d'or.
| País            | Temps  | Posició |
| --------------- | ------ | ------- |
| R.P. de la Xina | 32.107 | Or      |
| Rússia          | 32.401 | Plata   |

| País      | Temps  | Posició |
| --------- | ------ | ------- |
| Alemanya  | 32.636 | Bronze  |
| Austràlia | 32.658 | 4       |